# Wenzel Seifert (1832)
Wenzel Seifert (7. ledna 1832 Most – 7. ledna 1909 Krásná Lípa) byl rakouský politik německé národnosti z Čech, poslanec Českého zemského sněmu.

## Biografie
Narodil se v Mostě, v tamní měšťanské rodině. Vystudoval šestitřídní piaristické gymnázium v Mostě. Nastoupil do kadetní školy. Absolvoval vojenskou službu a roku 1859 se zúčastnil tažení rakouské armády do Itálie. K 1. srpnu 1860 byl povýšen do hodnosti podporučíka. Z armády odešel roku 1862. Roku 1863 se jeho manželkou stala Antonie Fridrich, dcera ředitele firmy Anton Friedrich v Krásné Lípě. Manželka zemřela v roce 1893. Manželství bylo bezdětné. V roce 1896 se podruhé oženil. Jeho chotí byla Antonie Schmidt z Ústí nad Labem. Byl sám činný v podnikání. Působil jako společník v přádelně svého tchána (podle jiného zdroje švagra) Antona Friedricha v Krásné Lípě. Od roku 1870 byl členem městského zastupitelstva v Krásné Lípě, od podzimu 1878 členem městské rady a od října 1879 do července 1901 působil jako starosta tohoto města. V červenci 1901 mu bylo uděleno čestné občanství. Získal též Řád Františka Josefa. Po více než 30 let zasedal v okresní školní radě a byl též dlouholetým členem okresního zastupitelstva a okresního výboru v Rumburku.
V 90. letech se zapojil i do vysoké politiky. V doplňovacích zemských volbách v prosinci 1891 byl zvolen na Český zemský sněm, kde zastupoval kurii venkovských obcí, obvod Rumburk, Varnsdorf. Byl uváděn jako oficiální kandidát sboru německých liberálních důvěrníků (tzv. Ústavní strana).
Zemřel v lednu 1909.
Měl tři bratry. Jedním z nich byl kněz Josef Seifert.